# Jason Davidson
Jason Alan Davidson (* 29. června 1991, Melbourne, Austrálie) je australský fotbalový obránce a reprezentant, který v současné době působí v klubu West Bromwich Albion FC.

## Reprezentační kariéra
Jason Davidson je bývalým mládežnickým reprezentantem Austrálie.
V A-mužstvu Austrálie přezdívaném Socceroos debutoval v roce 2012.

Zúčastnil se MS 2014 v Brazílii, kde Austrálie skončila bez zisku jediného bodu na posledním čtvrtém místě v základní skupině B.
S národním týmem Austrálie vyhrál domácí Mistrovství Asie v roce 2015.